# Космос-2082
Космос-2082 је један од преко 2400 совјетских вјештачких сателита лансираних у оквиру програма Космос.
Космос-2082 је лансиран са космодрома Тјуратам, Бајконур, СССР, 22. маја 1990. Ракета-носач је поставила сателит у орбиту око планете Земље. Маса сателита при лансирању је износила 6000 килограма. Космос-2082 је био сателит намијењен за електронско извиђање, јављање и навођење.